# Trzęsienie ziemi w regionie La Platy (1888)
Trzęsienie ziemi w La Plata – trzęsienie ziemi o sile 5,5 stopni w skali Richtera, które dnia 5 czerwca 1888 roku, o godzinie 3:20 (czasu lokalnego) nawiedziło region La Platy. Epicentrum znajdowało się około 15 km na południowy zachód od Colonia del Sacramento w Urugwaju i 42 km na wschód od stolicy Argentyny Buenos Aires. Hipocentrum zlokalizowane było na głębokości 30 km.
Uszkodzenia wystąpiły wzdłuż rzeki La Plata. W Buenos Aires i Montevideo wystąpiły niewielkie szkody, ponieważ wówczas w obydwu miastach nie było wysokich budynków oraz kolei podziemnej.